# 6158 Shosanbetsu
6158 Shosanbetsu è un asteroide della fascia principale. Scoperto nel 1991,
presenta un'orbita caratterizzata da un semiasse maggiore pari a 2,1904915 UA e da un'eccentricità di 0,0702059, inclinata di 5,53493° rispetto all'eclittica.
L'asteroide è dedicato all'omonima località della sottoprefettura di Rumoi sull'isola di Hokkaidō in Giappone, sede di un osservatorio astronomico.